# Justin.tv
Justin.tv는 미국의 생중계 사이트이다. 등록일 플랫폼을 제공하고 동영상 시청자와의 채팅 기능과 배달 영상 녹화 기능 등이 있다. 2014년 8월 25일 아마존닷컴이 트위치를 인수하면서 이 서비스는 종료되었다.